# Aranya vespa
L'aranya vespa (també: aranya zebra i aranya argíope) (Argiope bruennichi) és una aranya que es troba distribuïda per tot el centre d'Europa, nord d'Europa, nord d'Àfrica i parts d'Àsia. Igual que molts altres membres del gènere Argiope (accentuï's: Argíope), mostra marques grogues i negres a l'abdomen.

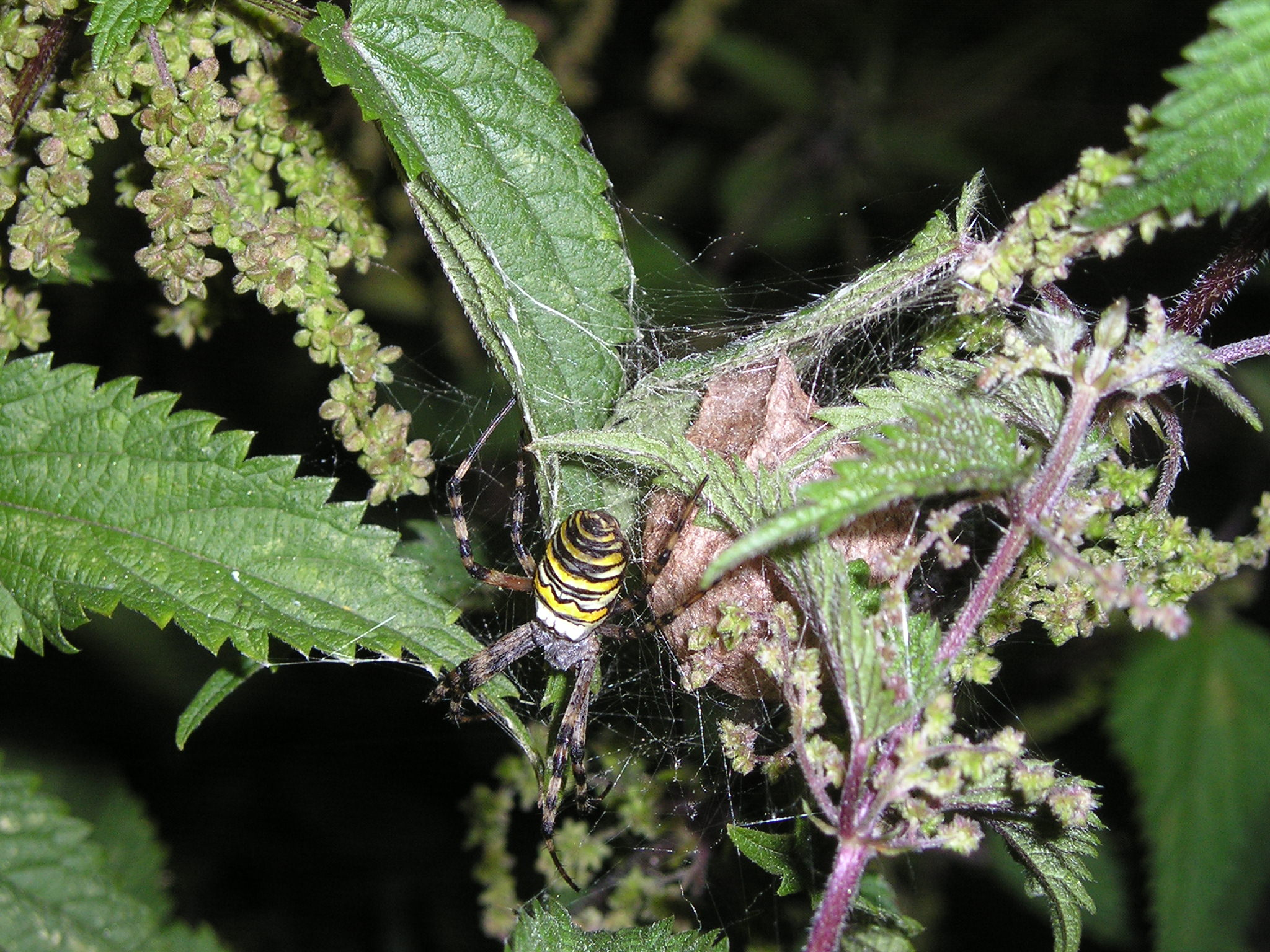
Aranya vespa femella guardant els ous

L'aranya construeix una teranyina orbe espiral de bon matí o al vespre, normalment en herba llarga una mica per sobre el nivell del terra, i tarda aproximadament una hora. La forma de ziga-zaga prominent anomenada stabilimentum, o decoració de la teranyina, que apareix al centre de l'esfera és de funció incerta, encara que pot ser per atreure insectes.
Quan una presa és atrapada per primera vegada a la teranyina, la immobilitza ràpidament embolicant-la amb seda. llavors pica la presa i se li aplica un verí paralitzador i un enzim de proteïna de dissolució.
El mascle de l'espècie és més petit que la femella. Sovint es pot veure a prop d'una teranyina d'una femella un mascle esperant que completi la seva muda final, moment en el qual s'arriba a la maduresa sexual. En aquest moment la seva mandíbula serà suau durant un temps curt i el mascle pot aparellar-se amb la femella sense el perill de ser menjat.
Aquesta espècie d'aranya va aparèixer en la pel·lícula Arac Attack (Eight Legged Freaks).
Hi ha una subespècie actualment reconeguda:
Argiope bruennichi nigrofasciata Franganillo, 1910 (Portugal)